# المهرجان الدولي (وادزا)
مهرجان وادزا الدولي أو المهرجان الدولي (وادزا) هو مهرجان أدبي وثقافي دولي يقام سنويًا في تاوريرت ، المغرب، تنظمه جمعية وادزا للثقافة والتنمية بتاوريرت بشراكة مع عدد من المؤسسات المحلية والدولية من بينها الفيدرالية الدولية للكتاب. في السنوات الأخيرة، ازدادت صورة المهرجان بشكل كبير، حيث حضره العديد من الكتاب المشهود لهم دوليًا والمعروفين.
تأسس المهرجان في عام 2017 من قبل عدد من الكتاب من إقليم تاوريرت، على رأسهم الكاتب والشاعر الحسين بنصناع تاعرابت، وستنظم دورته التاسعة خلال عام 2025، فيما سيحتفل أهل تاوريرت و أهل وادي زا بدورته العاشرة خلال عام 2026.
ومن بين الكتاب والموسيقيين في الدورات السابقةالسابقة: من مصر حسني التهامي، من لبنان المصيفي الركابي، من مصر حنان عبد القادر، من المغرب نصر الدين بوشقيف، من المغرب إدريس علوش، من المغرب سامح درويش، من المغرب نور الدين ضرار، الخ..
يعد المهرجان الآن أحد المهرجانات الأدبية الرائدة في العالم العربي و إفريقيا والعالم.